# Micereces de Tera
Micereces de Tera è un comune spagnolo di 637 abitanti situato nella comunità autonoma di Castiglia e León.